# Fjellmandel fra Oppdal
Fjellmandel fra Oppdal (littéralement « Mandel de montagne d'Oppdal ») est une appellation protégée (beskyttet geografisk betegnelse) appliquée depuis 2006 à une production de pomme de terre de la variété 'Mandel', variété traditionnelle cultivée en Scandinavie. Le nom de cette variété se réfère à la forme en amande des tubercules.

## Aire géographique
L'aire de production de cette appellation est limitée au territoire de la commune d'Oppdal (région du Trøndelag en Norvège centrale), à une altitude d'au moins 400 mètres.

## Caractéristiques
Les pommes de terre de l'appellation Fjellmandel fra Oppdal appartiennent à la variété 'Mandel'.
Il s'agit de pommes de terre de consommation mi-précoces, aux tubercules allongés, légèrement aplatis, à peau  lisse, blanche, présentant parfois des traces de bleu, et à chair jaune.
Leur teneur en matière sèche est comprise entre 22 et 26 %.